# توفيق الزكري
توفيق الزكري (1963-1993). ولد في تعز.عضو في اتحاد الأدباء والكتاب اليمنيين واتحاد الكتاب العرب درس في تعز حتى الثانوية العامة. ثم انتقل إلى صنعاء.

أكمل في صنعاء تعليمه الجامعي في جامعة صنعاء، كلية الآداب، قسم اللغة الإنجليزية، وتخرج منها عام 1986، بعدها سافر إلى لندن في دورة دراسية، ثم عاد إلى المملكة الأردنية الهاشمية، حيث درس هناك الماجستير في الإدارة التربوية. نشرت سيرته ونماذج من شعره في معجم البابطين للشعراء العرب.

## عنه
عمل مدرسًا بتعز لعام واحد، ثم انتقل إلى صنعاء حيث عمل في مركز البحوث والتطوير التربوي، وبعد حصوله على الماجستير عام 1991، عاد ليواصل عمله بالمركز، ولكن الموت كان قد حدد موعده عام 1993.
وقدنشرت سيرته وبعض أعماله في معجم البابطين للشعراء العرب.

## أعماله
جمعت أعماله بعد موته في مجموعة:
- شاهد الورد والغبار [5]